# ルルイエ異本
『ルルイエ異本』（ルルイエいほん、R'lyeh Text）は、クトゥルフ神話作品に登場する架空の書籍。
創造者はオーガスト・ダーレス。ルルイエのクトゥルフ崇拝に関する文献。

## 概要
初出は『ウィアード・テイルズ』1939年3月号に掲載されたダーレス作の『ハスターの帰還』で、ダーレスの設定したクトゥルフ信仰に関する魔導書である。
ラヴクラフトの没後に発表された文献であり、ラヴクラフト・スクールの時代には存在せず、しばらくはダーレス以外に使う作者は現れなかった。やがて次世代のリン・カーターやブライアン・ラムレイが用いるようになり、TRPG『クトゥルフの呼び声』の設定にも取り込まれる。とはいえ『ハスターの帰還』とは異なりほぼ名前だけである。
作品内で現に重要な位置づけとされる例としては、日本の作品での起用がある。

## 来歴

### 基本設定
アーカムの研究家エイモス・タトルが、アジア内陸部からやって来た中国人から10万ドル（当時）で購入した写本。人皮で装丁されている。この本は1930年ごろにミスカトニック大学付属図書館に寄贈される。
内容は大いなるクトゥルフを主に、その眷属と海の関わり、異界のものを召喚する呪文、ムー大陸とルルイエの沈没について記述されている。『クトゥルフの呼び声』にて登場する詠唱（ふんぐるい　むぐるうなふ　くとぅるふ　るるいえ　うがふなぐる　ふたぐん）が、文章として記録されている本である。
ミスカトニック大学のラバン・シュリュズベリイ博士は、ルルイエ異本を詳細に研究し、「ルルイエ異本を基にした後期原始人の神話の型の研究」という論文を書いている。
『ハスターの帰還』と『永劫の探究』での説明が大部分を占める。他の諸短編にて、異界のもの（ヨグ＝ソトースなど）を召喚する方法が記されていること、「ナコト写本」に関する記述があることが判明している。。
また太平洋考古学の権威であるハロルド・ハドリー・コープランド教授も読んでいた。クトゥルフの出身星ゾスや三柱の子供たちについての情報が含まれている。

### 派生設定
エイモス・タトルのルルイエ異本は記載言語不明。TRPG『クトゥルフの呼び声』では漢文（中国語）とされるが、リン・カーターはルルイエ語としている。
日本のTRPGにおいて、2つの設定が追加された。
- もとは夏王朝の時代（紀元前2000年頃）に著され、中国語で「螺湮城本伝」と題された[7]。
- 人皮装丁のイタリア語訳版がある。15世紀に魔術師フランソワ・プレラーティが部分的にイタリア語へと翻訳したもので、それをナポレオン・ボナパルトが所持していたという説がある[8]。

ナポレオンの本は『ラプラスの魔』小説版で登場しており、この本とハスターの影響を受けて、ナポレオンがロシア遠征に勝利し、ピエール＝シモン・ド・ラプラスが仏皇帝として三世紀半にわたり君臨するという、別の世界線が生まれる（ハスターが見ている夢とも）。
「螺湮城本伝」の設定を踏まえて、『Fate/Zero』にはジル・ド・レェ元帥が黒魔術師として登場する。ジル元帥はプレラーティのイタリア語版「ルルイエ異本」を所持しているが、これはジル元帥の黒魔術にプレラーティが関与していたというエピソードに由来するものである。劇中ではおぞましさゆえに書物自体が異形の魔物とまでに化したアイテムとして描かれており、発狂したジル元帥はこの本を用いて異界の海魔を召喚する。また「螺湮城教本」は「螺湮城本伝」の劣化コピー版にすぎず、作中未登場の「本伝」は「教本」よりずっとおぞましいという言及が設定上存在する。
『シャドウハーツ』では「異界のものを召喚する方法が記されている」という設定を踏まえ、超古代に地球へ訪れた生命が残した遺跡「ネアム」を浮上させ、宇宙の彼方から外なる神を呼び寄せる方法が記されているとされた。外なる神の正体は宇宙生物だが、その力は人類を容易く滅ぼし、地球すら破壊しかねないほど強大なものであり、神の呼び名に違わない恐るべき存在とされる。ルルイエ異本自体、世界の黄金率を歪めかねない危険な書物とされ、元々はバチカンで厳重に封印されていたが、盗み出した黒幕がこの本と様々な陰謀によってネアムを浮上させ、召喚された神がラストボスとして主人公達と対決する展開となる。
「螺湮城」はルルイエのこと。現代中国語のクトゥルフ神話では、ルルイエは「拉莱耶」、ルルイエ異本は「拉萊耶文本」と表記される。

## 登場作品
- オーガスト・ダーレス：ハスターの帰還（1939）、戸口の彼方へ（1941）、永劫の探究（1944-1952）、丘の夜鷹（1948）、破風の窓（1957）
- 山本弘：ラプラスの魔（1988）
- 虚淵玄：Fate/Zero（2006-2007）
- アルゼ：シャドウハーツ（2001）